# Ayasanda
Ayasanda è una circoscrizione rurale (rural ward) della Tanzania situata nel distretto rurale di Babati, regione del Manyara. Conta una popolazione di 6 288 abitanti (censimento 2022).